# Semiconductor
Un semiconductor és un material que es comporta com un aïllant a molt baixa temperatura, però que presenta certa conductivitat elèctrica a temperatura ambient essent possible de controlar aquesta conductivitat per mitjà de l'addició d'impureses. Un semiconductor és un aïllant amb la banda electrònica de conducció prou poblada a temperatura ambient. Els semiconductors presenten una resistivitat elèctrica a mig camí entre la dels conductors i la dels aïllants, i aquesta resistivitat pot variar amb la presència d'un camp elèctric extern. En un conductor metàl·lic el corrent elèctric és provocat per un flux d'electrons mentre que a un semiconductor el corrent pot ser tant a causa d'un flux d'electrons com de forats de l'estructura electrònica del material.

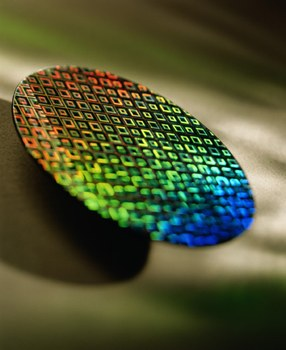
Una oblia, una llesca monocristal·lina de silici molt prima, amb microcomponents electrònics.

Els dispositius fabricats a partir dels semiconductors són la base de l'electrònica moderna com la ràdio, la televisió, els ordinadors, els telèfons i molts d'altres ginys de la nostra vida diària. Alguns dispositius semiconductors són el transistor, la cèl·lula fotoelèctrica, molts tipus de díodes com els LED, els tiristors o els circuits integrats analògics i digitals. Els panells solars fotovoltaics són aparells formats per cel·les fotovoltaiques, basades en materials semiconductors, que converteixen directament l'energia lumínica en energia elèctrica.
El silici s'utilitza en la fabricació de la majoria dels productes comercials basats en materials semiconductors. També s'utilitzen en menor escala desenes d'altres tipus de material, com per exemple el germani, l'arsenur de gal·li o el carbur de silici. Els semiconductors en estat pur acostumen a rebre el nom de semiconductors intrínsecs. La conductivitat elèctrica dels semiconductors més comuns pot ser canviada radicalment per mitjà de l'addició d'altres elements anomenats impureses al material intrínsec i deixant que la barreja solidifiqui en un nou i diferent tipus de cristall. Aquest procés rep el nom de dopatge.

## Història

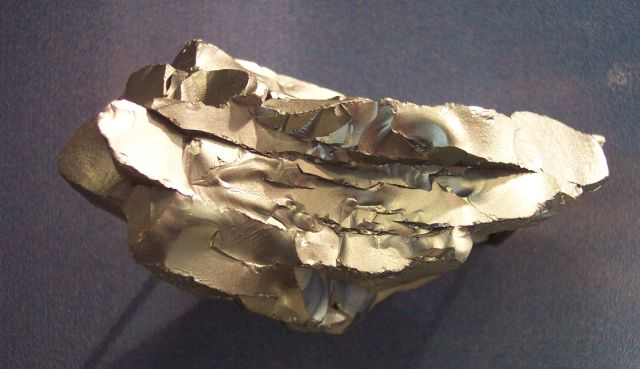
El silici és amb molta diferència el material més utilitzat a la indústria dels semiconductors. A la imatge es mostra un fragment de silici policristal·lí utilitzat per produir silici monocristal·lí utilitzable per fer dispositius electrònics.

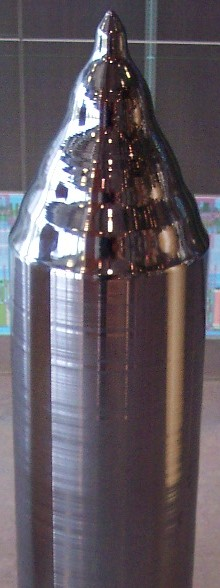
Silici monocristal·lí obtingut a través del procés Czochralski, d'aquí en sortiran les oblies o llesques que serviran per crear els circuits integrats electrònics.

Estructura de bandes d'un semiconductor de tipus N. Els cercles negres representen els electrons a la banda de conducció (taronja), mentre que els blancs serien els forats a la banda de valència (blau). La imatge mostra que els electrons són els portadors de càrrega majoritaris.

Estructura de bandes d'un semiconductor de tipus P. Els cercles negres representen els electrons a la banda de conducció (taronja), mentre que els blancs serien els forats a la banda de valència (blau). La imatge mostra que els forats són els portadors de càrrega majoritaris.

El 1727 Stephen Gray va descobrir la diferència entre conductors i aïllants. Després, el 1821, Georg Simon Ohm publica les lleis que porten el seu nom i que descriuen la proporcionalitat entre el corrent i el voltatge a un conductor i també és possible determinar la conductivitat elèctrica de qualsevol objecte.
El 1874, el Premi Nobel Karl Ferdinand Braun va observar que a certs cristalls semiconductors la resistència variava amb la direcció, la intensitat i la duració del corrent aplicat. Va descriure per primera vegada que la resistència podia ser variable. Braun va patentar el rectificador de cristall el 1899. Aquest descobriment permetria més tard, a finals del segle xix, l'aparició del primer receptor de ràdio, i del primer díode semiconductor a principis del segle xx. Els primers materials semiconductors estudiats foren sulfurs metàl·lics com el de ferro i plom.
El 20 de novembre de 1906 Greenleaf Whittier Pickard va obtenir la primera patent per un díode de punta (Patent dels EUA 836.531), un fotodetector de cristall de silici que demodulava el senyal portador en un receptor de cristall semiconductor. En un primer moment es va utilitzar la galena com a material semiconductor, però als anys 1920 van aparèixer díodes més potents i robustos a base de sulfur de coure.
El funcionament dels dispositius basats en semiconductors pertanyents als metalls de transició no era entès amb claredat malgrat que es van utilitzar tècnicament durant dècades. Walter Schottky va ser el primer a proposar una teoria (1939) per descriure el funcionament del díode que més tard rebria el seu nom, el díode Schottky.
La primera patent sobre el principi del transistor va arribar el 1925 de la mà de Julius Edgar Lilienfeld, un físic nord-americà d'origen austrohongarès, (patent dels EUA 1.745.175). Lilienfeld va descriure al seu treball un component electrònic que grosso modo és comparable als actuals transistors d'efecte camp, tanmateix en aquell no existia la tecnologia necessària per la seva utilització pràctica.
El 1947 als Laboratoris Bell els científics John Bardeen, William Bradford Shockley i Walter Houser Brattain van crear el primer prototip funcional de transistor, van observar que quan els contactes elèctrics s'apliquen a un cristall de germani, la potència de sortida era més gran que la d'entrada. Es tractava d'un transistor bipolar amb contactes de punta (tècnica que ja s'aplicava als díodes) que es premien sobre la placa d'un cristall de germani molt pur i de tipus N. Els tres van rebre el Premi Nobel el 1956 per la seva contribució en el camp dels semiconductors i la descoberta de l'efecte transistor. Amb ells naixia la microelectrònica.
La producció de silici d'alta puresa va arribar el 1954 gràcies al físic alemany Eberhard Spenke i el seu equip de la companyia Siemens & Halske AG (avui Siemens AG) amb la utilització de la tècnica de purificació denominada mètode de la zona fosa (Zonenschmelzverfahren). Això va comportar que a mitjans dels anys 1950 hi hagués disponibilitat d'un material aïllant com el diòxid de silici amb propietats adequades (no és soluble en aigua com el germani, és fàcil de produir, etc.) com a semiconductor per a la indústria electrònica i uns trenta anys més tard per a la indústria dels microsistemes elctromecànics. Avui dia (2009) per a la fabricació dels circuits integrats s'utilitza gairebé en exclusiva l'anomenat procés Czochralski pel seu baix cost.
El 1976 Alan Heeger, Alan MacDiarmid i Hideki Shirakawa van observar que un dopatge de poliacetilè (un polímer que es comporta com un aïllant en estat no dopat) amb agents oxidants provocava un canvi de la seva resistivitat fins a valors de 10−5 Ω·m (la de l'argent és de ≈10−8 Ωm). L'any 2000 van rebre el Premi Nobel de Química pel descobriment i desenvolupament dels polímers conductors (semiconductors orgànics).

## Física fonamental dels semiconductors
Dins de la física de l'estat sòlid, els semiconductors (com els aïllants) es defineixen com a sòlids que a 0 K, i sense altra excitació, la seva banda energètica superior dels estats d'energia dels electrons està completament plena. La conducció elèctrica als sòlids només es dona per mitjà d'electrons en capes electròniques incompletes, així doncs un semiconductor només pot conduir quan els electrons han estat excitats (tèrmicament, òpticament...) a capes incompletes.
A temperatura ambient, una part (molt petita, però no negligible) dels electrons a un semiconductor han estat tèrmicament excitats des de la banda de valència (completa a 0 K) fins a la capa de conducció (la banda justament superior). La facilitat amb què els electrons poden ser excitats des de la capa de valència a la de conducció depèn de l'energia que les separa, i és aquesta quantitat d'energia el que serveix com a criteri de divisió entre semiconductors i aïllants. Els semiconductors solen necessitar 1 eV d'energia, aproximadament, i els aïllants en solen necessitar una quantitat diverses vegades superior.
Quan els electrons són excitats des de la banda de valència a la de conducció a un semiconductor, ambdues bandes contribueixen a la conducció, perquè les dues queden incompletes. Els electrons que constitueixen el corrent elèctric s'anomenen "electrons lliures", però se'ls coneix simplement com a "electrons" si el context ho permet. Els estats d'energia lliures que queden a la capa de valència es coneixen com a "forats". Es pot demostrar que els forats es comporten quasi com a càrregues positives oposades als electrons, i es tracten sovint com si realment tingueren existència física.

## Dopatge dels semiconductors
Una de les principals raons per la qual els semiconductors són útils en electrònica és que les seves propietats electròniques es poden controlar afegint-los impureses. Aquestes s'anomenen dopants, i afegeixen electrons o forats addicionals. Un semiconductor amb electrons de més es diu del tipus N, mentre que el que té forats addicionals és anomenat del tipus P.
Els dopants més comuns del tipus N per al silici són el fòsfor i l'arsènic. Vegeu com aquests dos elements pertanyen al grup V de la taula periòdica, mentre el silici és del grup IV. Quan el silici es dopa amb àtoms d'arsènic o fòsfor, aquests substitueixen als àtoms de silici al cristall semiconductor, però com que tenen un electró de més, aquest té tendència a ocupar la banda de conducció. Per altra banda, el dopant de tipus P més utilitzat és el bor, del grup III, al que li falta un electró a la banda de valència, i per això contribueix amb forats addicionals.
Dopant intensament un semiconductor pot incrementar la seva conductivitat per un factor major que mil milions. Actualment als semiconductors s'utilitza el silici policristal·lí, una forma molt dopada de silici, com a conductor substitut dels metalls.

### Semiconductors intrínsecs
Un semiconductor intrínsec és aquell prou pur perquè les impureses no afectin apreciablement el seu comportament elèctric. En aquest cas els portadors de càrrega es creen excitant els electrons de la banda de valència òpticament o tèrmicament. Així doncs, hi ha el mateix nombre d'electrons i forats als semiconductors intrínsecs. Els electrons i els forats es traslladen en direccions oposades en presència d'un camp elèctric, però contribueixen al flux de càrrega en la mateixa direcció, ja que presenten càrregues oposades. El corrent produït pels electrons i els forats no ha de ser necessàriament igual a un semiconductor intrínsec, ja que tenen una massa efectiva diferent.
La concentració de portadors depèn altament de la temperatura. A baixa temperatura la banda de valència està completament plena, i el semiconductor es comporta com un aïllant. Si augmentem la temperatura, també augmenta el nombre de portadors i, per tant, la conductivitat. Aquest principi s'utilitza als termistors del tipus NTC, resistències que a major temperatura presenten menor resistència. Aquest comportament és contrari a la majoria de materials, que solen ser menys conductius a major temperatura.
Per exemple, en el cas del silici o el germani la banda d'energia prohibida a temperatura ambient (300 K que equivaldrien a 27 °C) seria de E = 1,12 eV per al silici i E = 0,42 eV per al germani. Aquests dos materials sòlids es comportarien com a aïllants a temperatures properes a zero (a T=273 K, equivalent a 0 °C, l'energia seria d'1,17 eV per al silici i 0,74 eV per al germani). Quan la temperatura augmenta hi ha una probabilitat no menyspreable que el darrer electró, present a la banda de valència, passi a la banda de conducció a causa de l'excitació tèrmica. Els electrons que passen a la banda de conducció sota l'acció d'un camp elèctric extern causaran una densitat de corrent {\displaystyle j_{e}}. Cada electró que es mou de la banda de valència a la banda de conducció, deixa un espai buit anomenat forat. En un semiconductor tindrem un flux de càrrega negativa en presència d'un camp elèctric extern, a causa dels electrons en la banda de conducció, ja sigui respecte del núvol estacionari d'electrons de valència o es tracti d'un flux de càrrega positiva causada pels forats de la banda de valència. Si anomenem {\displaystyle n_{e}},{\displaystyle n_{h}} a la concentració d'electrons i de forats i {\displaystyle v_{e}}, {\displaystyle v_{h}} a la velocitat de deriva, una oposada i l'altra concordant amb el camp elèctric extern, la densitat de corrent total vindrà donada per
{\displaystyle {\vec {j}}={\vec {j_{e}}}+{\vec {j_{n}}}=(-e)n_{e}{\vec {v_{e}}}+en_{h}{\vec {v_{h}}}}
i considerant les mobilitats (que són diferents entre si, ja que descriuen dues condicions físiques diferents)
{\displaystyle \mu _{e}={\frac {v_{e}}{E}}\,;\qquad \mu _{h}={\frac {v_{h}}{E}}}
tenim que:
{\displaystyle \mathbf {\vec {j}} =e(n_{e}\mu _{e}+n_{h}\mu _{h}){\vec {E}}}
En els semiconductors descrits fins ara, les càrregues són només les provinents dels àtoms del mateix semiconductor. En aquesta situació la igualtat {\displaystyle \mathbf {n_{e}=n_{h}=n_{i}} } defineix els semiconductors intrínsecs, per als que tenim que
{\displaystyle \mathbf {\vec {j}} =en_{i}(\mu _{e}+\mu _{h}){\vec {E}}=\sigma _{i}{\vec {E}}}
on {\displaystyle \sigma _{i}} és el que es denomina conductivitat del material.
La concentració {\displaystyle n_{i}} de portadors de càrrega depèn de la temperatura segons la funció
{\displaystyle n_{i}=C({\mathit {k_{\mathbf {B} }}}T)^{\frac {3}{2}}e^{\frac {-E_{g}}{2{\mathit {k_{\mathbf {B} }}}T}}}
on C és una constant que depèn del material i {\displaystyle {\mathit {k_{\mathbf {B} }}}} és la constant de Boltzmann. Aquesta equació és vàlida quan {\displaystyle E_{g}\gg {\mathit {k_{\mathbf {B} }}}T}. Per als materials sòlids aquesta condició es verifica sempre.

### Semiconductors extrínsecs
Un semiconductor extrínsec és aquell que ha estat modificat mitjançant l'addició d'impureses a través del procés de dopatge per tal de modificar el nombre i tipus de portadors de càrrega lliures. Petits percentatges dels diferents àtoms augmenten les propietats de conducció del semiconductor: els semiconductors tenen enllaços tetravalents, és a dir, cada àtom està vinculat a altres quatre àtoms del mateix formant una xarxa cristal·lina, això és degut a l'existència de quatre electrons de valència als àtoms dels semiconductors (silici o germani per exemple). Afegint àtoms pentavalents, amb cinc electrons de valència, dins del conductor (fòsfor, arsènic o antimoni per exemple) obtindrem un augment d'electrons de conducció: aquest tipus de dopatge es diu dopatge de tipus N. En canvi. Si hi afegim els àtoms trivalents, és a dir, amb tres electrons de valència (bor, gal·li o indi), es creen forats que no són estables i atreuen els electrons lliures per tal d'estabilitzar-se. Aquest tipus de dopatge es diu dopatge de tipus P.
Estadísticament, un semiconductor dopat de tipus N o P segueix la llei d'acció de masses, és a dir, a un semiconductor extrínsec:
{\displaystyle n\cdot p=n_{i}^{2}}
és a dir, el producte de la concentració (el nombre d'electrons o de forats per metre cúbic) es manté constant.
Essent {\displaystyle N_{D},N_{A}}, les concentracions d'impureses d'àtoms pentavalents i trivalents respectivament, el nombre d'àtoms dopats per metre cúbic que hi ha al semiconductor, D significa que els àtoms són donants, és a dir, proporcionen electrons, i A indica que són acceptadors, és a dir, proporcionen forats. En un semiconductor de tipus N, {\displaystyle N_{A}=0,n\gg p}:
{\displaystyle n\approx N_{D}}

#### Dopatge de tipus N
El propòsit del dopatge de tipus N és el d'aconseguir augmentar la densitat d'electrons a un semiconductor intrínsec. Per fer això s'afegeix un cert nombre d'àtoms rics en electrons al semiconductor, i així s'aconsegueix produir una abundància d'electrons portadors de càrrega al material.
Per ajudar a comprendre com s'aconsegueix el dopatge de tipus N, considerem el cas del silici (Si). Els àtoms de silici tenen 4 electrons de valència, cadascun enllaçat covalentment amb uns dels 4 àtoms de silici veïns. Si un àtom amb cinc electrons de valència, com els del grup 15 de la taula periòdica (fòsfor (P), arsènic (As) o antimoni (Sb), s'incorpora a la xarxa cristal·lina al lloc d'un àtom de silici, aquest nou element també tindrà quatre enllaços covalents amb els àtoms de silici veïns i un electró sense enllaç (lliure). Aquest electró estarà molt dèbilment lligat a l'àtom i podrà ser fàcilment excitat vers la banda de conducció. Com que l'excitació d'aquests electrons no implica la formació d'un forat, el nombre d'electrons és major que el de forats a un semiconductor del tipus N. En aquest cas els electrons són els portadors majoritaris de càrrega. Aquests elements del grup 15 hom els anomena «donants», pel fet que donen un electró.

#### Dopatge de tipus P
El dopatge de tipus P consisteix a augmentar la densitat de forats a un semiconductor intrínsec provocant-ne un excés. Per fer això s'afegeix un cert nombre d'àtoms amb pocs electrons al semiconductor.
En l'exemple del silici, un àtom amb tres electrons de valència com el bor (B) és introduït a la seva xarxa cristal·lina. El resultat és que falta un electró en un dels quatre enllaços covalents. Per a enllaçar-se covalentment, l'àtom pot acceptar un electró de la capa de valència i, per tant, apareix un forat. Aquests dopants es coneixen amb el nom de "receptors". Quan se n'afegeixen molts, els forats sobrepassen el nombre d'electrons excitats. Així doncs els forats són els portadors majoritaris, mentre que els electrons són els minoritaris, als semiconductors del tipus P. Els diamants blaus, que contenen bor, són un exemple d'un semiconductor natural del tipus P.
És a dir, el nombre d'electrons de conducció en un semiconductor de tipus N és aproximadament igual al nombre d'impureses pentavalents presents (o millor dit, la concentració d'electrons lliures és aproximadament igual a la densitat d'àtoms donants). De la llei d'acció de masses es desprèn que:
{\displaystyle p\approx {\frac {n_{i}^{2}}{N_{D}}}}.
Òbviament, relacions similars són vàlides per als semiconductors dopats de tipus P.
{\displaystyle n\approx {\frac {n_{i}^{2}}{N_{A}}}}.

### Unió P-N

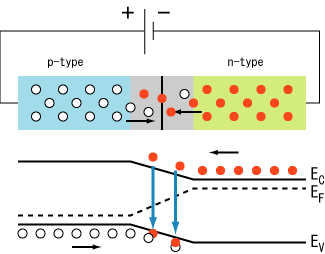
Un díode amb una unió PN polaritzada de manera normal, la unió deixa passar el corrent elèctric.

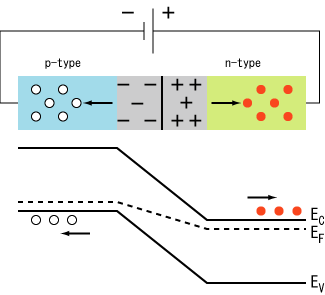
Un díode amb una unió PN polaritzada de manera inversa, la unió no deixa passar el corrent.

Una unió P-N pot ser creada dopant regions pròximes d'un semiconductor amb dopants del tipus P i el tipus N. La unió comporta l'anivellament de l'energia de Fermi per decalatge de bandes. Si una tensió positiva s'aplica a la part de tipus P, els forats (els portadors majoritaris de càrrega positiva) són empentats cap a la unió. Al mateix temps els electrons de la part de tipus N (els portadors majoritaris de càrrega negativa) són atrets cap a la unió. En arribar a la unió els diferents tipus de portadors de càrrega es recombinen, per exemple un electró cau a un forat, emetent un fotó que pot ser visible (LED), o bé els portadors de càrrega continuen el seu camí a través de l'altre semiconductor fins a arribar a l'elèctrode oposat, el corrent pot circular i la seva intensitat varia de manera exponencial respecte de la tensió. En canvi, si revertim la tensió, els forats i electrons migren lluny de la unió, i aquesta es converteix en molt poc conductiva i, per tant, el corrent elèctric no pot circular. Aquest comportament asimètric s'utilitza especialment per controlar la circulació del corrent altern.
La unió P-N és la base del component anomenat díode, que permet la circulació del corrent elèctric sols en una direcció. De manera similar, es pot crear una tercera zona de tipus P o tipus N, formant així tres zones, que corresponen als tres terminals del component conegut com a transistor bipolar d'unió o BJT (de l'anglès Bipolar Junction Transistor), que presenta dues estructures bàsiques: N-P-N o P-N-P. Els dos semiconductors del mateix tipus reben el nom d'emissor i col·lector mentre que el semiconductor situat entre l'emissor i el col·lector s'anomena base i presenta un gruix de l'ordre d'un micròmetre. Quan es polaritza la unió emissor-base de manera normal és conductora, mentre que la unió base-col·lector no condueix. Tanmateix la unió és prou prima per a permetre a nombrosos portadors de càrrega, procedents de l'emissor fortament dopat, de travessar-la abans de tenir temps de recombinar-se. El col·lector produeix un corrent controlat per la tensió de la base.

### El corrent elèctric als semiconductors
El corrent elèctric en els semiconductors pot ser degut tant a l'acció d'un camp elèctric extern com a la presència d'un gradient de concentració de portadors de càrrega. El primer tipus de corrent és el corrent elèctric clàssic, anomenat corrent de deriva, mentre que el segon és causat pel fenomen de la difusió elèctrica.
La densitat del corrent de difusió per als forats i els electrons seria:
{\displaystyle -qD_{p}\cdot {\frac {dp}{dx}}}
{\displaystyle qD_{n}\cdot {\frac {dn}{dx}}}
on q és la càrrega elèctrica, {\displaystyle D_{p},D_{n}} són constants de difusió i la fracció representa exactament el gradient de la concentració (p, n) en funció de la longitud.
El corrent total a un semiconductor serà la suma d'aquests dos tipus de corrent i serà descrita per mitjà d'una equació denominada equació deriva-difusió (drift-diffusion equation):
{\displaystyle J_{p}=q\mu _{p}\cdot pE-qD_{p}\cdot {\frac {dp}{dx}}}
{\displaystyle J_{n}=q\mu _{n}\cdot nE+qD_{n}\cdot {\frac {dn}{dx}}}
on {\displaystyle \mu _{p},\mu _{n}} és la mobilitat dels portadors de càrrega.
Els coeficients {\displaystyle D,\mu } són fenòmens termodinàmics i, per tant, no són independents entre ells, però és aplicable l'equació de camp d'Einstein:
{\displaystyle V_{T}={\frac {D_{p}}{\mu _{p}}}={\frac {D_{n}}{\mu _{n}}}}
on {\displaystyle V_{T}} és l'equivalent en tensió de la temperatura i val {\displaystyle V_{T}={\frac {kT}{q}}={\frac {T}{16000}}}, on k és la constant de Boltzmann i T la temperatura absoluta en kèlvins.

## Puresa i perfecció dels materials
Els semiconductors amb propietats electròniques assegurables són difícils de produir en massa perquè la puresa química i la perfecció de l'estructura cristal·lina no són realitzables. La presència d'impureses en molt petita quantitat pot afectar en gran manera les propietats del semiconductor, per tant la puresa química que cal és molt alta. Les tècniques per aconseguir aquesta puresa inclouen el refinament zonal, on part d'un cristall sòlid és fos. Les impureses tenen tendència a concentrar-se a les regions foses, deixant el material sòlid més pur. Un alt nivell de perfecció al cristall és també necessari, ja que errors a l'estructura del cristall com dislocacions i macles, poden crear certs nivells d'energia entre la banda de valència i la de conducció, interferint amb les propietats electròniques del material. Errors com aquests són causa majoritària de defectes de fabricació. Com més gran és el cristall, més complex és aconseguir la puresa que cal. Actualment els processos de producció en sèrie utilitzen cristalls de sis polzades de diàmetre (152,4 mm) que es fan créixer com a cilindres i es tallen en llesques.

## Semiconductors compostos
Un  semiconductor compost  és un semiconductor  compost per element químic d'almenys dues espècies diferents. Aquests semiconductors normalment es formen en grups de taules periòdiques 13–15 (grups antics III – V), per exemple elements del grup Boron (antic grup III, bor, alumini, gal·li, indi) i del  grup 15 (grup antic V, nitrogen, fòsfor, arsènic, antimoni, bismut). El ventall de fórmules possibles és bastant ampli perquè aquests elements poden formar binari (dos elements, per exemple, arsenur de gal·li (III) (GaAs)), ternari (tres elements, per exemple, arsenur de gal·li-indi (InGaAs)) i quaternari (quatre elements, per exemple, aliatges fosfur d'indi-Al (AlInGaP)).

## Tipus de semiconductors
Els semiconductors utilitzats en microelectrònica poden ser classificats en dos grups, els elements semiconductors i els compostos semiconductors. Els elements semiconductors inclouen els que tenen quatre electrons de valència, com per exemple, el silici (Si) o el germani (Ge). El grup de compostos semiconductors compren els compostos que tenen una mitjana de quatre electrons de valència. Són formats per elements dels grups 13 i 15 de la taula periòdica, en serien exemples l'arsenur de gal·li (GaAs), l'antimonur d'indi (InSb), i per elements dels grups 2, 12 i 16, com el selenur de zinc (ZnSe) o el sulfur de cadmi (CdS).
A més d'aquests semiconductors més habituals, també hi ha d'altres com el clorur de coure (II). Fins i tot hi ha materials que no tenen una valència mitjana de quatre electrons que poden ser considerats com a semiconductors si tenen una resistivitat més gran que 10−4 Ω·m i més petita que 106 Ω·m. Un grup prometedor de nous semiconductors com els semiconductors orgànics o els transistors orgànics d'efecte camp.
| Elements semiconductors                   | Semiconductors compostos                                               | Semiconductors orgànics |
| ----------------------------------------- | ---------------------------------------------------------------------- | --- |
| Ge, Si, α-Sn, C (Ful·lerè), B, Se, Te     | GaP, GaAs, InP, InSb, InAs, GaSb, GaN, AlN, InN, AlxGa1-xAs, InxGa1-xN | Tetracè, Pentacè, Ftalocianina, Politiofè, PTCDA, MePTCDI, Quinacridona, Acridona, Indantrona, Flavantrona, Perinona, Alq3 |
| Sota pressió: Bi, Ca, Sr, Ba, Yb, P, S, I | ZnO, ZnS, ZnSe, ZnTe, CdS, CdSe, CdTe, Hg(1-x)Cd(x)Te, BeSe, BeTe, HgS | Mescla: Polivinilcarbazole, TCNQ complex                                                                                   |
|                                           | GaS, GaSe, GaTe, InS, InSe, InTe …                                     | |
|                                           | CuInSe₂, CuInGaSe₂, CuInS₂, CuInGaS₂ …                                 | |
|                                           | SiC, SiGe                                                              | |

### Semiconductors semimagnètics
Els semiconductors semimagnètics pertanyen al grup dels compostos semiconductors. Es tracta de compostos als que un ió ha estat substituït, per exemple per manganès. Una característica d'aquests materials semimagnètics és que presente un efecte Zeeman molt important. Aquests materials reben la denominació de semiconductors magnètics diluïts(diluted magnetic semiconductors) en referència al seu feble magnetisme.

### Semiconductors orgànics

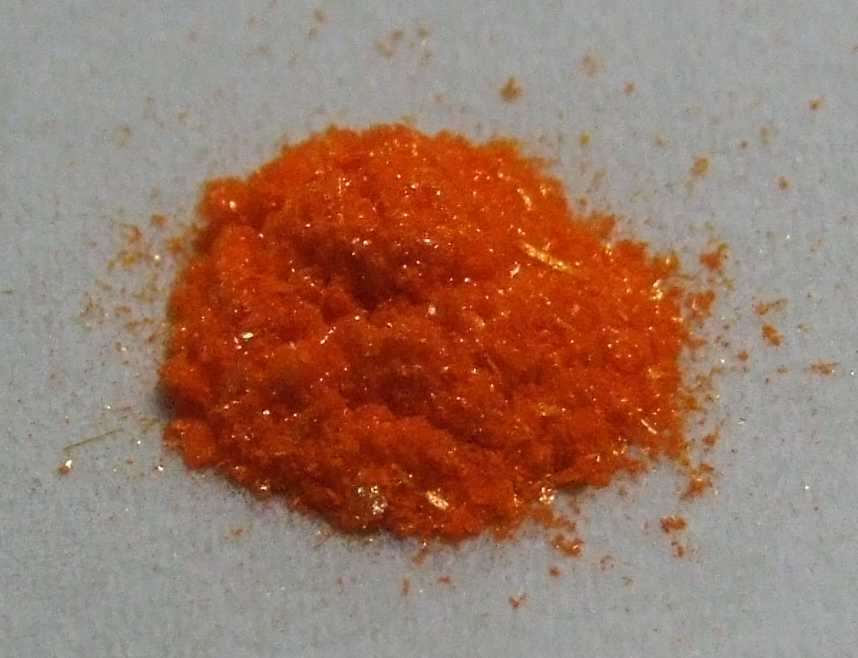
Cristalls de tetracè

En general, els compostos orgànics són elèctricament aïllants, les molècules i els polímers presenten un sistema conjugat d'enllaços, compost per dobles enllaços, triples en el cas dels anells aromàtics, tot i que aquests darrers poden ser conductors i s'utilitzen com a semiconductors orgànics. La primera vegada que això va ser observat va ser el 1976 al poliacetilè, un polímer lineal que presenta enllaços alterns dobles i covalents simples (…C=C−C=C−C…). Aquest material plàstic s'afegeix a un altre acceptador d'electrons com el clor, el brom o el iode (dopatge oxidatiu), amb el que hi ha forats addicionals disponibles. Amb l'addició d'un donant d'electrons com el sodi (dopatge reductiu) el plàstic rep electrons addicionals. Gràcies al dopatge es trenquen els enllaços dobles i apareix una banda contínua de conducció: el polímer original que no era conductor esdevé conductor. El pentacè i el politiofè en serien dos exemples. Una làmina prima de plàstic (entre 5 nm i 1 µm de gruix) permet formar una capa elèctricament contínua.

## Recerca europea
El mes de setembre del 2009 la Unió Europea ha posat en marxa el programa IMPROVE (Implementing Manufacturing Science Solutions to Increase Equipment Productivity and Fab Performance), el primer projecte de recerca europea amb l'objectiu d'aconseguir millorar l'eficàcia de la indústria dels semiconductors. El programa cerca l'associació entre els productors europeus de semiconductors i els grans instituts de recerca, universitats i productors de programari de la Unió, durant el 2009 en participaven 35. La durada del programa és fins al 2011 i els seus tres eixos principals són:
- La metrologia virtual
- El manteniment predictiu
- La planificació del control adaptatiu

## Indústria
La llista següent mostra els deu principals fabricants de semiconductors de l'any 2007, en termes de % del mercat.:
| Posició | Empresa                                | Part del mercat | Volum de negoci (Milions USD) | Variació 2006–2007 |
| ------- | -------------------------------------- | --------------- | ----------------------------- | ------------------ |
| 1       | Intel                                  | 12,3%           | 33.800                        | 10,7%              |
| 2       | Samsung Electronics                    | 7,5%            | 20.464                        | 1,6%               |
| 3       | Toshiba                                | 4,3%            | 11.820                        | 20,8%              |
| 4       | Texas Instruments                      | 4,3%            | 11.768                        | – 1,8%             |
| 5       | Infineon Technologies (inclou Qimonda) | 3,7%            | 10.194                        | – 3,2%             |
| 6       | STMicroelectronics                     | 3,6%            | 9.966                         | 1,1%               |
| 7       | Hynix Semiconductor                    | 3,3%            | 9.100                         | 13,7%              |
| 8       | Renesas Technology                     | 2,9%            | 8.001                         | 1,3%               |
| 9       | AMD                                    | 2,1%            | 5.884                         | – 20,9%            |
| 10      | NXP Semiconductors                     | 2,1%            | 5.869                         | – 0,1%             |
|         | Altres empreses                        | 53,8%           | 147.045                       | 3,6%               |
|         | Total                                  | 100,0%          | 273.911                       | 3,8%               |